# Frank Rice (Politiker)
Frank Rice (* 15. Januar 1845 in Seneca, New York; † 5. Dezember 1914 in Canandaigua, New York) war ein US-amerikanischer Jurist und Politiker (Demokratische Partei). Er war von 1890 bis 1894 Secretary of State von New York.

## Werdegang
Die Kindheit von Frank Rice war vom Mexikanisch-Amerikanischen Krieg überschattet. Er besuchte die Privatschule von Dr. Taylor in Geneva (New York). Danach ging er auf die Geneva Classical and Union School sowie die Canandaigua Academy. Seine Schulzeit war vom Bürgerkrieg überschattet. 1868 graduierte er am Hamilton College. Im folgenden Jahr, 1869, begann er Jura in der Kanzlei von Comstock & Benett in Canandaigua zu studieren. Nach dem Erhalt seiner Zulassung als Anwalt begann er 1870 als Clerk im Büro des Vormundschafts- und Nachlassrichters zu arbeiten.
Von 1875 bis 1881 war er Bezirksstaatsanwalt (District Attorney) im Ontario County. Rice saß 1883 und 1884 für das Ontario County in der New York State Assembly. Er hatte 1883 den Vorsitz im Committee on Privileges and Elections und 1884 bekleidete er den Posten als Minority Leader. Von 1885 bis 1889 war er Richter am Ontario County Court. Rice wurde 1889 zum Secretary of State von New York gewählt und 1891 wiedergewählt. Er nahm 1880, 1892 und 1912 als Delegierter an den Democratic National Conventions teil.